# 苗栗縣立圖書館
苗栗縣立圖書館為苗栗縣政府成立的縣立公共圖書館，成立於1953年11月，隸屬於苗栗縣政府教育處。

## 歷史
- 1953年11月成立苗栗縣立圖書館。
- 1978年改為中正紀念圖書館。
- 1983年配合國家成立縣立文化中心改隸縣立文化中心圖書館。
- 2000年初，苗栗縣立文化中心圖書館改制為苗栗縣文化局圖書館。
- 2007年9月22日更名為苗栗縣政府國際文化觀光局圖書館。
- 2009年9月29日苗栗縣立圖書館改隸苗栗縣政府教育處。

## 組織

### 館舍
| 總館   |                  |                   |  |
| 苗栗市 | 苗栗縣立圖書館   | 自治路50號        |  |
| 分館   |                  |                   |  |
| 苗栗市 | 苗栗市立圖書館   | 大同路82號        |  |
| 卓蘭鎮 | 卓蘭鎮立圖書館   | 中山路125之1號    |  |
| 竹南鎮 | 竹南鎮立圖書館   | 中正路108號       |  |
| 苑裡鎮 | 苑裡鎮立圖書館   | 信義路1-1號       |  |
| 後龍鎮 | 後龍鎮立圖書館   | 中山路142之1號3樓 |  |
| 公館鄉 | 公館鄉立圖書館   | 宮前路6之1號      |  |
| 銅鑼鄉 | 銅鑼鄉立圖書館   | 新興路1號         |  |
| 大湖鄉 | 大湖鄉立圖書館   | 民族路40之2號     |  |
| 泰安鄉 | 泰安鄉立圖書館   | 清安村2鄰69號     |  |
| 獅潭鄉 | 獅潭鄉立圖書館   | 新店村9鄰98號     |  |
| 頭屋鄉 | 頭屋鄉立圖書館   | 中正街27號        |  |
| 造橋鄉 | 造橋鄉立圖書館   | 造橋村14鄰1號     |  |
| 南庄鄉 | 南庄鄉立圖書館   | 東村中正路165號   |  |
| 頭份市 | 頭份市立圖書館   | 中華路1082號      |  |
| 通霄鎮 | 通霄鎮立圖書館   | 中正路9-5號       |  |
| 三灣鄉 | 三灣鄉立圖書館   | 親民路19號        |  |
| 三義鄉 | 三義鄉立圖書館   | 新生路9之21號     |  |
| 西湖鄉 | 西湖鄉立圖書館   | 金獅村2鄰26-3號   |  |
| 紀念館 |                  |                   |  |
| 竹南鎮 | 李科永紀念圖書館 | 永貞路二段196號   |  |

## 特色
- WIFI無線網路服務：目前有I-Taiwan進駐經營。
- 悠遊卡刷卡借書服務。
- 臺鐵苗栗車站、苗栗縣政府、苗栗縣城市規劃館、苗栗縣政府國際文化觀光局、苗栗鐵道文物展示館、苗栗市英才觀光夜市皆在本館附近。

## 外部連結
- 苗栗縣立圖書館 （页面存档备份，存于）
- 苗栗縣立圖書館的Facebook專頁